# Dave Freeman Open 2023
Die Dave Freeman Open 2023 fanden vom 24. bis zum 26. Februar 2023 in San Diego statt. Es war die 65. Austragung dieser internationalen Meisterschaften im Badminton.

## Sieger und Platzierte
| Disziplin    | Gold                             | Silber                       | Bronze                           |
| ------------ | -------------------------------- | ---------------------------- | -------------------------------- |
| Herreneinzel | B. R. Sankeerth                  | Febriyan Irvannaldy          | Rezha Husain                     |
| Herreneinzel | B. R. Sankeerth                  | Febriyan Irvannaldy          | Fajari Yanto                     |
| Dameneinzel  | Esther Shi                       | Katelin Ngo                  | Xin Huang                        |
| Dameneinzel  | Esther Shi                       | Katelin Ngo                  | Nicole Krawczyk                  |
| Herrendoppel | Khekwei Chua Syazmil Idham       | Althof Baariq Rangga Rianto  | Haris Prathama Shlok Ramchandran |
| Herrendoppel | Khekwei Chua Syazmil Idham       | Althof Baariq Rangga Rianto  | Shota Haraguchi Fajari Yanto     |
| Damendoppel  | Naoko Fukuman Tsavanne Mertosono | Xin Huang Kalea Sheung       | Kodi Lee Stella Tran             |
| Damendoppel  | Naoko Fukuman Tsavanne Mertosono | Xin Huang Kalea Sheung       | Reanne Chan Puspa Damayanti      |
| Mixed        | Syazmil Idham Esther Shi         | Haris Prathama Naoko Fukuman | Adrian Mar Kodi Lee              |
| Mixed        | Syazmil Idham Esther Shi         | Haris Prathama Naoko Fukuman | Kelvin Chong Katelin Ngo         |